# Al-Fateh Sports Club
El Al-Fateh Club deportivo (en árabe: نادي الفتح الرياضي‎, romanizado: nādī al-fataḥ ar-riyāḍiyy,, lit. 'Club deportivo Conquista') es un equipo de fútbol de Arabia Saudita que milita en la Primera División de Arabia Saudita, la liga de fútbol más importante del país.

## Historia
Al Fateh ha jugado en las divisiones inferiores durante la mayor parte de su existencia, a diferencia de sus rivales y vecinos de la ciudad Hajer FC, que jugaron en la máxima categoría cuando lograron ascensos en los años 80, 90 y 2000. Al Fateh contrató al entrenador Fathi Al-Jabal a mediados de la Liga de Primera División saudita 2007-08, en la temporada 2008-09 Al-Jabal terminó como subcampeón para guiar a Al Fateh a su primer ascenso a la Liga Profesional Saudí. El club logró mantenerse en su primera temporada en la máxima categoría. En las siguientes dos temporadas, el club se dispuso a construir un equipo formidable, con Al Fateh ya contando con talentosos jugadores locales como Hamdan Al-Hamdan y Mohammed Al-Fuhaid, también adquirieron los servicios del delantero congoleño Doris Fuakumputu y el ex Al- Nasser Mediocampista ofensivo Élton.

## Palmarés
- Primera División de Arabia Saudita: 1

2013
- Segunda División de Arabia Saudita: 1

2008
- Tercera División de Arabia Saudita: 2

1997, 1999
- Supercopa de Arabia Saudita (1):

2013

## Participación en competiciones de la AFC
| Temporada | Torneo               | Ronda   | Club      | Casa | Visita | Global |
| --------- | -------------------- | ------- | --------- | ---- | ------ | ------ |
| 2014      | AFC Champions League | Grupo B | Bunyodkor | 0-0  | 2-3    | -      |
| 2014      | AFC Champions League | Grupo B | Foolad    | 0-1  | 1-5    | -      |
| 2014      | AFC Champions League | Grupo B | El Jaish  | 0-0  | 0-2    | -      |

## Participación en competiciones de la UAFA
- Copa de Clubes de la UAFA: 1 aparición

2012/13 - Segunda Ronda

## Entrenadores
- Fathi Al-Jabal (2018-octubre de 2019)[2][3]
- Yannick Ferrera (octubre de 2019–enero de 2022)[4][5]
- Giorgos Donis (enero de 2022–mayo de 2023)[6][7]
- Slaven Bilić (julio de 2023–agosto de 2024)[8][9]
- Jens Gustafsson (agosto de 2024–diciembre de 2024)
- José Gomes (diciembre de 2024-)